# Тай сюэ
Тайсюэ 太學 — конфуцианская академия в Китае во времена династии Хань. Основана императором У-ди по предложению Дун Чжуншу. Располагалась в столице поздней Хань городе Лоян. Во второй половине поздней Хань, то есть во II в., её ученики и выпускники возглавляли конфуцианскую оппозицию засилью евнухов и временщиков двора. В 170-х гг. противоборство стало открытым, причём победу одерживал двор. Среди выпускников — великий учёный Чжан Хэн, материалист Ван Чун.
О характере обучения в Тайсюэ сохранилось мало сведений: хроники отмечают увеличение количества учеников (до нескольких тысяч), однако нигде не упоминают архитектурную реконструкцию, которая бы понадобилась для их обучения на регулярной основе. Таким образом, не исключено, что членство в Тайсюэ иногда имело символический, ритуальный характер.